# 嵩祝
嵩祝（1657年—1735年），滿洲镶白旗人，清朝政治人物，赫舍里氏，父亲岱衮。
顺治十八年（1661年），袭封骑都尉。康熙三十三年（1694年）由佐领护军参领擢升内阁学士。和侍郎珠都纳等会同盛京將軍，发海运米一万石赈济盛京灾民。康熙三十五年（1696年），随康熙帝亲征准噶尔部噶尔丹，受命分管正黄旗行营，率军到克鲁伦河。回师，和内大臣公爵常泰统领后队，接收西路军营奏章。同年，改为护军统领。康熙三十六年（1697年）从康熙帝征伐噶尔丹到宁夏，奉命参赞昭武将军喀斯喀军务，追击噶尔丹。康熙四十年（1701年），任正黄旗汉军都统，改任广州将军、传檄广东、广西、湖南官兵镇压瑶族百姓起事，然后加以招抚。康熙四十八年（1709年），任都統署理盛京將軍。康熙五十年（1711年）十月丁巳，接替貝和諾，擔任清朝禮部尚書，后遷文華殿大學士。由赫碩咨接任禮部尚書。康熙六十一年（1722年），雍正帝即位，加太子太傅，任纂修圣祖实录和重修玉牒总裁。雍正五年（1727年），因为徇私让贝子苏努借放库银，被夺官。

## 延伸阅读
[在维基数据编辑]
 《清史稿·卷267》，出自趙爾巽《清史稿》
 《清史稿·卷267》